# Bérénice Syra
Pour les articles homonymes, voir Bérénice.
Bérénice Syra (en grec ancien Βερενίκη Σύρα / Berenikē Syra), ou Bérénice Phernophoros (« Porteuse de dot »), née vers 280 av. J.-C, morte en 246 av. J.-C., est la fille de Ptolémée II Philadelphe et d'Arsinoé Ire, fille de Lysimaque. Elle épouse le roi séleucide Antiochos II. Elle reçoit parfois l'épithète de Syra de par son implication dans la troisième guerre de Syrie.

## Biographie
Bérénice épouse vers 252 av. J.-C. Antiochos II Théos afin de sceller la fin de la deuxième guerre de Syrie. Si cette hypothèse est avancée par Maurice Sartre, rien ne permet d'affirmer qu'Antiochos II ait répudié pour cela sa première épouse, Laodicé Ire. 
La mort d'Antiochos II provoque le déclenchement de la troisième guerre de Syrie, dans laquelle est impliquée Bérénice. Après la mort de son mari, celle-ci souhaite en effet faire asseoir son jeune fils (de nom inconnu) sur le trône séleucide. Cependant, Laodicé entend elle aussi faire valoir les droits à la succession de son fils, Séleucos II. Bérénice demande alors à son frère Ptolémée III, le nouveau roi lagide, de venir à Antioche pour l'aider à placer son fils sur le trône. Il semble qu'à l'arrivée de Ptolémée, Bérénice et son enfant ont été assassinés par Laodicé Ire.